# Зубна нитка

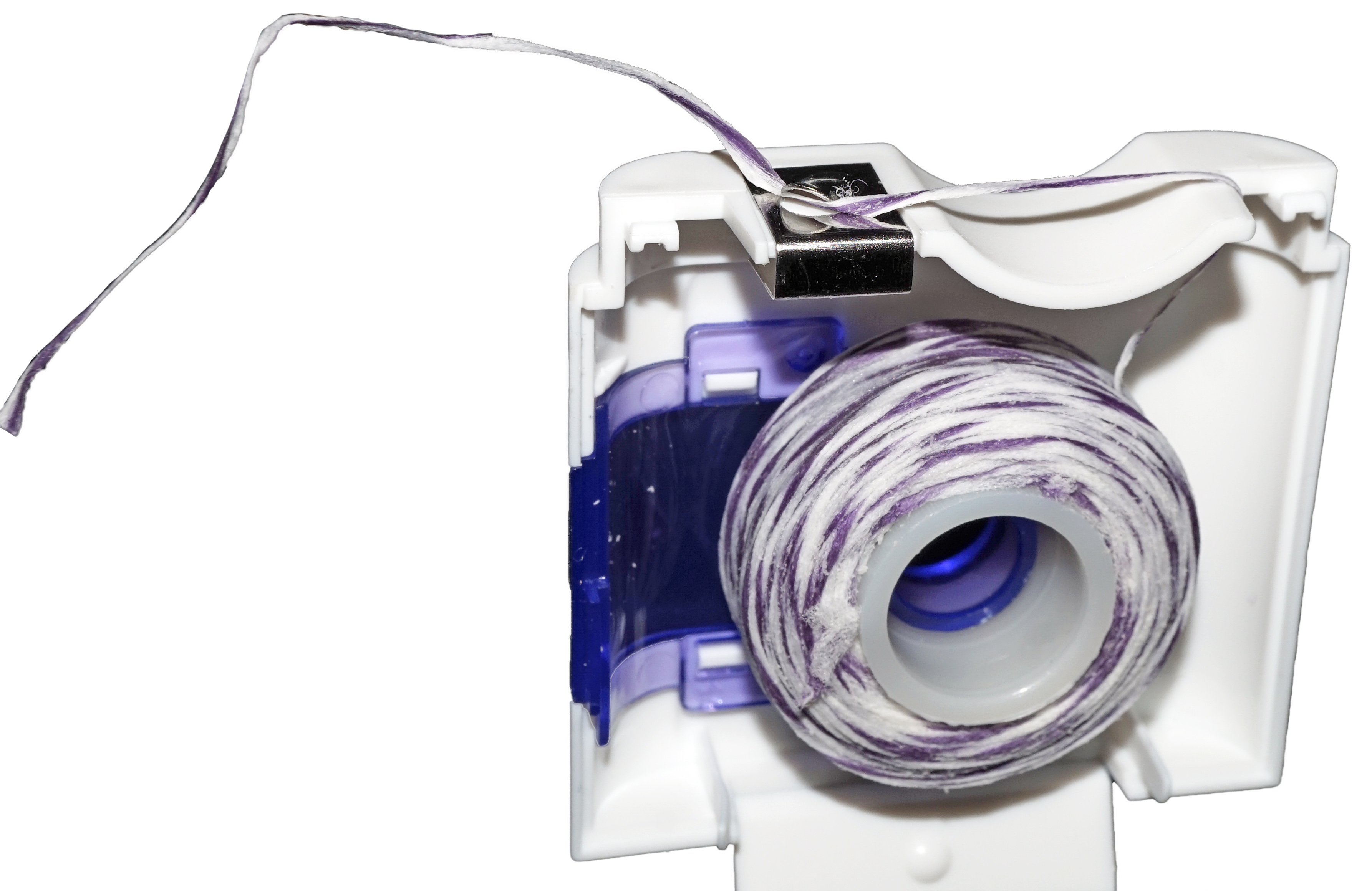
Зубна нитка в рулоні

Зубна́ ни́тка (англ. dental floss) — спеціальна нитка для очищення міжзубних проміжків.
Використання зубної щітки дозволяє очистити лише три з п'яти поверхонь зуба. Решта дві поверхні між зубами потребують особливого догляду, оскільки зубний наліт і шматочки їжі з міжзубних проміжків за допомогою щітки витягти не вдасться. Тому карієс часто починається саме тут. Нині зубні нитки — основний засіб для очищення міжзубних проміжків (апроксимальних поверхонь) зубів. Використовувати її бажано після кожного вживання їжі, або принаймні під час вечірнього чищення зубів.

## Історія
Найбільш якісні нитки на початку 20 століття виготовляла компанія Johnson & Johnson, яка і зараз є одним з лідерів виробництва товарів для гігієни. Згодом компанія відмовилася від використання натурального шовку і стала використовувати нейлон — перспективний матеріал, створений компанією DuPont. Нитки з нейлону були тонші, легші, а головне — міцніші, ніж шовкові.

## Матеріали та види
Виготовляють зубні нитки з натурального шовку чи штучних волокон (ацетату, нейлону, капрону). 
Зубна нитка буває таких видів:
- Вощена — просякнута воском, за рахунок чого легше проникає у вузькі проміжки
- Невощена — краще очищає

По поперечному перерізі зубна нитка буває:
- Кругла — для широких проміжків
- Плоска — для вузьких проміжків
- Стрічкової форми — для широких проміжків (діастем та  трем)

Також нитки бувають просочені і непросочені. Нитка з ментолом залишає в роті приємний смак і відчуття свіжості. Нитка з фтором зміцнює емаль і запобігає карієсу.
Нитка «супер флосс» використовується при захворюваннях пародонту і за наявності ортопедичних і ортодонтичних конструкцій.
Найчастіше зубну нитку випускають у маленьких рулонах із вбудованим різаком.

## Методика застосування

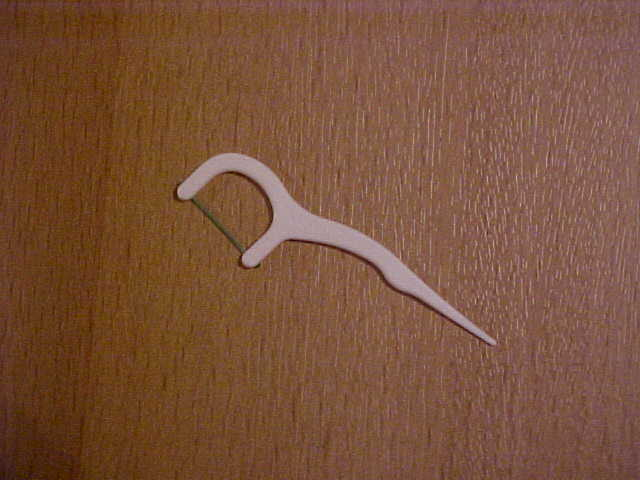
Зубна нитка інтегрована із зубочисткою

Нитку завдовжки 20—30 см накручують на середні пальці рук і натягують великим пальцем правої і вказівним лівою. В натягнутому стані нитку вводять в міжзубний проміжок, обережно опускають до контакту з яснами (не ушкоджуючи ясна), притискають до контактної поверхні зуба і в такому положенні роблять 6—7 рухів у передньозадньому напрямку до різального краю. Нитку просувають помірно, щоб не травмувати ясна. Таким чином проходять усі зуби.
При захворюванні ясен лікар може рекомендувати чистити міжзубні проміжки спеціальним йоржиком.